# Corredor Norte-Sul
O Corredor Norte-Sul é uma importante via expressa da cidade de São Paulo, Brasil.  O termo não é uma denominação oficial, pois constitui-se de um conjunto de avenidas que, fisicamente, formam apenas uma única via. 
Inicia-se na Zona Norte da cidade, no distrito do Tucuruvi passando pelos distritos: de Vila Guilherme, Santana, Bom Retiro, República, Sé, Bela Vista, Liberdade, Vila Mariana, Moema, Saúde, Campo Belo, Santo Amaro, Cidade Ademar, Campo Grande, Grajaú e Parelheiros, terminando no acesso à Av. Interlagos. Além disso, o Corredor Norte-Sul cruza com a Ligação Leste-Oeste, formando o eixo cruz do transporte metropolitano. Liga o Tucuruvi na Zona Nordeste da cidade à Parelheiros no extremo sul de São Paulo.
O corredor é constituído pelas seguintes vias na ordem Norte-Sul:
| Vias                                 | Distritos                                                  |
| Avenida Doutor Antônio Maria Laet    | Tucuruvi                                                   |
| Avenida Luiz Dumont Villares         | Tucuruvi e Vila Guilherme                                  |
| Avenida General Ataliba Leonel       | Vila Guilherme e Santana                                   |
| Avenida General Pedro Leon Schneider | Santana                                                    |
| Avenida Santos Dumont                | Santana e Bom Retiro                                       |
| Ponte das Bandeiras                  | Santana e Bom Retiro                                       |
| Avenida Tiradentes                   | Bom Retiro                                                 |
| Avenida Prestes Maia                 | Bom Retiro, República e Sé                                 |
| Avenida 23 de Maio                   | República, Sé, Bela Vista, Liberdade, Vila Mariana e Moema |
| Avenida Rubem Berta                  | Moema, Vila Mariana e Saúde                                |
| Avenida Moreira Guimarães            | Moema e Saúde                                              |
| Avenida Washington Luís              | Campo Belo, Santo Amaro e Cidade Ademar                    |
| Avenida Interlagos                   | Cidade Ademar, Campo Grande, Socorro e Cidade Dutra        |
| Avenida Senador Teotônio Vilela      | Cidade Dutra e Grajaú                                      |
| Avenida Sadamu Inoue                 | Parelheiros                                                |